# Dimeria heterantha
Dimeria heterantha är en gräsart som beskrevs av Shou Liang Chen och Guo Ying Sheng. Dimeria heterantha ingår i släktet Dimeria och familjen gräs. Inga underarter finns listade i Catalogue of Life.